# Coppa Intercontinentale 1999 (calcio a 5)
La Coppa Intercontinentale di calcio a 5 del 1999 è la quarta edizione di tale trofeo nell'ambito del calcio a 5 (FIFA), seppur non ancora riconosciuto dalla FIFA stessa. La gara si è svolta tra la MFK Dina Moskva campione d'Europa dopo la vittoria nel European Champions Tournament 1998-1999, e i brasiliani dell'Ulbra Claro Digital al meglio delle tre gare. La competizione è stata organizzata dal 7 ottobre al 9 ottobre 1999.

## Gare
| Mosca 7 ottobre 1999 | MFK Dina Moskva | 4 – 4 | Ulbra Claro Digital | Luzhniki Hall |

| Mosca 8 ottobre 1999 | MFK Dina Moskva | 2 – 3 | Ulbra Claro Digital | Luzhniki Hall |

| Mosca 9 ottobre 1999 | MFK Dina Moskva | 4 – 3 | Ulbra Claro Digital | Luzhniki Hall |